# Halima Nosirova
Halima Nosirova (* 8. Dezember 1913 im Dorf Taglyk in der Nähe von Qoʻqon, heute in der Provinz Fargʻona, Usbekistan; † 3. Januar 2003 in Taschkent) war eine sowjetische und usbekische Sängerin der usbekischen Musik. Sie begann ihre künstlerische Tätigkeit auch als Schauspielerin im Jahr 1927 und war eine beliebte Künstlerin der UdSSR.

## Leben
Von 1924 bis 1927 studierte sie am Baku Theater Technical College (heute Staatliche Universität für Kultur und Kunst Aserbaidschans) zusammen mit einer Gruppe junger Menschen aus Usbekistan. Von 1934 bis 1937 studierte sie am Usbekischen Opernstudio des Moskauer Konservatoriums. Ab 1927 war sie Schauspielerin am Zentralen Staatlichen Usbekischen Theater in Samarqand (ab 1929 das Staatliche Usbekische Drama-Theater, benannt nach Hamza, in Taschkent und ab 2001 das Usbekische Nationalakademische Drama-Theater).
Von 1930 bis 1986 war sie Solistin am Usbekischen Musik- und Dramatheater (ab 1939 Staatliches Usbekisches Opern- und Balletttheater, heute Navoi-Theater) in Taschkent. Sie wurde 1939 zur führenden Solistin ernannt. Sie trat sowohl im klassischen Repertoire als auch in usbekischen Nationalopern auf. Sie trat auch als Konzertsängerin auf und sang usbekische Volkslieder sowie Lieder aus anderen Ländern, darunter tadschikische, kasachische, armenische, aserbaidschanische, chinesische, russische, ukrainische und andere.
Sie unternahm Auslandstourneen, unter anderem in der DDR, in China, Indien, Indonesien, im Iran und anderen Ländern. Von 1979 bis 1986 lehrte sie am Fachbereich für orientalische Musik am Konservatorium Taschkent. Sie war Abgeordnete der 5. Legislaturperiode des Obersten Sowjets der UdSSR.

## Schaffen
Während ihrer Karriere spielte Nasirova viele Rollen und wirkte in Theaterstücken und Filmen mit:

### Rollen
- Der Revisor von N. Gogol – Maria Antonovna
- Prinzessin Turandot von K. Gozzi – Adelma
- Arschin Mal Alan von U. Hajibekov – Gyulchohra
- „Innere“ von M. Mukhamedov und K. Yashen – Gyulsara
- Farhad und Shirin von V. Uspensky – Shirin
- „Khalima“ von G. Zafari – Khalima.

#### Filmographie
- 1940 – „Asal“ – Asal
- 1943 – „A Gift from the Motherland“ (Musikfilm)
- 1944 – „Concert of the Five Republics“ (Musikfilm)
- 1958 – „Charmed by You“ – Miniatur
- 1960er – „Khalima Nasirova“ (Dokumentarfilm)

##### Stimme (Musik)
- 1939 – „Buran“ by M. A. Ashrafi and S. N. Vasilenko – Nargyul
- 1940 – „Madschnūn Lailā“ by T. S. Sadykov and R. M. Glière – Leyli
- 1942 – „Ulughbek“ by A. F. Kozlovsky – Sin Dun-fan
- 1944 – „Carmen“ by G. Bizet – Carmen
- 1949 – „Gyulsara“ by T. S. Sadykov and R. M. Glière – Gyulsara
- 1949 – „Tahir und Zuhra“ by T. Jaliilov and B. Brovtsyn – Zuhra
- 1962 – „Hamza“ by S. Babaev – Saodat
- „Maysaras Streiche“ by S. A. Yudakov – Maysara
- „Zaynab und Omon“ by B. I. Zeydman, T. S. Sadykov, Yu. Radzhaby, D. Zakirov – Zaynab
- „Das Lied von Khorezm“ by M. Yusupov – Bakhor
- „Zurückkehren“ by Ya. R. Sabzanov – Khatidzhe-khanum

## Auszeichnungen
- Volkskünstler der UdSSR (1937)[9]
- Zwei Orden des Roten Banners der Arbeit (1937, 1959)
- Vier Ehrenzeichen der Sowjetunion (1939, 1944, 1957, 1965)
- Zwei Staatspreis der UdSSR (1942, 1951)[9]
- Zwei Leninorden (1950, 1951)
- Orden der Oktoberrevolution (1973)
- Orden der Völkerfreundschaft (1984)
- Jubiläumsmedaille „Zum Gedenken an den 100. Geburtstag von Wladimir Iljitsch Lenin“
- Medaille „Für heldenmütige Arbeit im Großen Vaterländischen Krieg 1941–1945“